# Ancistrocladus
Genre
Synonymes
- Ancistrella Tieghem[2]
- Bembix Loureiro[2]
- Bigamea K. Koenig ex Endlicher.[2]
- Wormia Vahl[2]

Ancistrocladus est un genre de plantes de la famille des Ancistrocladaceae.

## Liste des sous-espèces et espèces
Selon BioLib (25 juillet 2017) :
- Ancistrocladus abbreviatus Airy Shaw
- Ancistrocladus attenuatus Dyer
- Ancistrocladus barteri Scott-Elliot
- Ancistrocladus benomensis Rischer & G.Bringmann
- Ancistrocladus congolensis J. Léonard
- Ancistrocladus ealaensis J. Léonard
- Ancistrocladus grandiflorus Cheek
- Ancistrocladus griffithii Planch.
- Ancistrocladus guineensis Oliv.
- Ancistrocladus hamatus (Vahl) Gilg
- Ancistrocladus heyneanus Wall. ex J.Graham
- Ancistrocladus ileboensis Heubl, Mudogo & G. Bringmann
- Ancistrocladus korupensis D. W. Thomas & Gereau
- Ancistrocladus letestui Pellegr.
- Ancistrocladus likoko J. Léonard
- Ancistrocladus pachyrrhachis Airy Shaw
- Ancistrocladus robertsoniorum J. Léonard
- Ancistrocladus tanzaniensis Cheek & Frimodt-Moller
- Ancistrocladus tectorius (Loureiro) Merrill
- Ancistrocladus uncinatus Hutch. & Dalziel
- Ancistrocladus wallichii Planch.

Selon Catalogue of Life (25 juillet 2017) :
- Ancistrocladus abbreviatus Airy Shaw
- Ancistrocladus attenuatus Dyer
- Ancistrocladus barteri S. Elliot
- Ancistrocladus benomensis Rischer & G.Bringmann
- Ancistrocladus congolensis J.Léonard
- Ancistrocladus ealaensis J. Leonard
- Ancistrocladus grandiflorus M. Cheek
- Ancistrocladus griffithii Planch.
- Ancistrocladus guineensis Oliv.
- Ancistrocladus hamatus (Vahl) Gilg
- Ancistrocladus heyneanus Wall.
- Ancistrocladus ileboensis Heubl, Mudogo & G.Bringmann
- Ancistrocladus korupensis D.W. Thomas & R.E. Gereau
- Ancistrocladus letestui Pellegr.
- Ancistrocladus likoko J. Leonard
- Ancistrocladus robertsoniorum J. Léonard
- Ancistrocladus tanzaniensis M. R. Cheek & C. Frimodt-Müller
- Ancistrocladus tectorius Merrill
- Ancistrocladus wallichii Planch.

Selon GRIN (25 juillet 2017) :
- Ancistrocladus tectorius (Lour.) Merr.

Selon World Checklist of Selected Plant Families (WCSP) (25 juillet 2017) :
- Ancistrocladus abbreviatus Airy Shaw (1949)
  - sous-espèce Ancistrocladus abbreviatus subsp. abbreviatus
  - sous-espèce Ancistrocladus abbreviatus subsp. lateralis Gereau (2005)
- Ancistrocladus attenuatus Dyer (1874)
- Ancistrocladus barteri Scott Elliot, J. Linn. Soc. (1894)
- Ancistrocladus benomensis Rischer & G.Bringmann (2005)
- Ancistrocladus congolensis J.Léonard (1949)
- Ancistrocladus ealaensis J.Léonard (1949)
- Ancistrocladus grandiflorus Cheek (2000)
- Ancistrocladus griffithii Planch., Ann. Sci. Nat., Bot., sér. 3 (1849)
- Ancistrocladus guineensis Oliv. (1868)
- Ancistrocladus hamatus (Vahl) Gilg (1895)
- Ancistrocladus heyneanus Wall. ex J.Graham (1839)
- Ancistrocladus ileboensis Heubl, Mudogo & G.Bringmann (2010)
- Ancistrocladus korupensis D.W.Thomas & Gereau (1993)
- Ancistrocladus le-testui Pellegr. (1951)
- Ancistrocladus likoko J.Léonard (1949)
- Ancistrocladus pachyrrhachis Airy Shaw (1950)
- Ancistrocladus robertsoniorum J.Léonard (1984)
- Ancistrocladus tanzaniensis Cheek & Frimodt-Møller (2000)
- Ancistrocladus tectorius (Lour.) Merr. (1928 publ. 1930)
- Ancistrocladus uncinatus Hutch. & Dalziel (1927)
- Ancistrocladus wallichii Planch., Ann. Sci. Nat., Bot., sér. 3 (1849)

Selon NCBI (25 juillet 2017) :
- Ancistrocladus abbreviatus
- Ancistrocladus attenuatus
- Ancistrocladus barteri
- Ancistrocladus benomensis
- Ancistrocladus cochinchinensis
- Ancistrocladus congolensis
- Ancistrocladus ealaensis
- Ancistrocladus grandiflorus
- Ancistrocladus griffithii
- Ancistrocladus guineensis
- Ancistrocladus hamatus
- Ancistrocladus heyneanus
- Ancistrocladus ileboensis
- Ancistrocladus korupensis
- Ancistrocladus letestui
- Ancistrocladus likoko
- Ancistrocladus pachyrrhachis
- Ancistrocladus pinangianus
- Ancistrocladus robertsoniorum
- Ancistrocladus tanzaniensis
- Ancistrocladus tectorius

Selon The Plant List (25 juillet 2017) :
- Ancistrocladus abbreviatus Airy Shaw
- Ancistrocladus attenuatus Dyer
- Ancistrocladus barteri Scott-Elliot
- Ancistrocladus benomensis Rischer & G.Bringmann
- Ancistrocladus congolensis J.Léonard
- Ancistrocladus ealaensis J.Léonard
- Ancistrocladus grandiflorus Cheek
- Ancistrocladus griffithii Planch.
- Ancistrocladus guineensis Oliv.
- Ancistrocladus hamatus (Vahl) Gilg
- Ancistrocladus heyneanus Wall. ex J.Graham
- Ancistrocladus ileboensis Heubl, Mudogo & G.Bringmann
- Ancistrocladus korupensis D.W.Thomas & Gereau
- Ancistrocladus le-testui Pellegr.
- Ancistrocladus likoko J.Léonard
- Ancistrocladus pachyrrhachis Airy Shaw
- Ancistrocladus robertsoniorum J.Léonard
- Ancistrocladus tanzaniensis Cheek & Frimodt-Møller
- Ancistrocladus tectorius (Lour.) Merr.
- Ancistrocladus uncinatus Hutch. & Dalziel
- Ancistrocladus wallichii Planch.

Selon Tropicos (25 juillet 2017) (Attention liste brute contenant possiblement des synonymes) :
- Ancistrocladus abbreviatus Airy Shaw
- Ancistrocladus attenuatus Dyer
- Ancistrocladus barteri Scott-Elliot
- Ancistrocladus benomensis Rischer & Bringmann
- Ancistrocladus carallioides Craib
- Ancistrocladus cochinchinensis Gagnep.
- Ancistrocladus congolensis J. Léonard
- Ancistrocladus ealaensis J. Léonard
- Ancistrocladus extensus Wall. ex Planch.
- Ancistrocladus grandiflorus Cheek
- Ancistrocladus griffithii Planch.
- Ancistrocladus guineensis Oliv.
- Ancistrocladus hainanensis Hayata
- Ancistrocladus hamatus (Vahl) Gilg
- Ancistrocladus harmandii Gagnep.
- Ancistrocladus heyneanus Wall. ex J. Graham
- Ancistrocladus ileboensis Heubl, Mudogo, Virima & Bringmann, Gerhard
- Ancistrocladus korupensis D.W. Thomas & Gereau
- Ancistrocladus letestui Pellegr.
- Ancistrocladus likoko J. Léonard
- Ancistrocladus pachyrrhachis Airy Shaw
- Ancistrocladus pentagynus Warb.
- Ancistrocladus pinangianus Wall. ex Planch.
- Ancistrocladus robertsoniorum J. Léonard
- Ancistrocladus sagittatus Wall. ex Planch.
- Ancistrocladus stelliger Wall. ex DC.
- Ancistrocladus tanzaniensis Cheek & Frim.
- Ancistrocladus tectorius (Lour.) Merr.
- Ancistrocladus uncinatus Hutch. & Dalziel
- Ancistrocladus wallichii Planch.